# ماهيندا راجاباكشا
بيرسي ماهندرا «ماهيندا» راجاباكسا (بالسنهالية: මහින්ද රාජපක්ෂ)‏(بالتاميلية: மஹிந்த ராஜபக்ஷ)‏؛ مواليد 18 نوفمبر 1945)، سياسي سريلانكي كان يشغل منصب رئيس وزراء سريلانكا من عام 2019، وحتى 9 مايو 2022. وسابقًا من 2004 إلى 2005. شغل منصب رئيس سريلانكا من 2005 إلى 2015، وزعيم المعارضة من 2002 إلى 2004 ومن 2018 إلى 2019 ووزير المالية من 2005 إلى 2015 ومن 2019 إلى 2021. وعضو البرلمان عن كورونيغالا منذ 2015.

## روابط خارجية
- ماهيندا راجاباكشا على موقع IMDb (الإنجليزية)
- ماهيندا راجاباكشا على موقع الموسوعة البريطانية (الإنجليزية)
- ماهيندا راجاباكشا على موقع مونزينجر (الألمانية)
- ماهيندا راجاباكشا على موقع إن إن دي بي (الإنجليزية)